# Срок погашения дебиторской задолженности
Срок погашения дебиторской задолженности (англ. DSO или Days sales outstanding, также встречается названия days receivable, average collection period, average debtor days) — показатель, используемый компанией для оценки объёма непогашенной дебиторской задолженности. Равен отношению количества дней в отчётном периоде к оборачиваемости дебиторской задолженности. Показатель преобразует оборачиваемость дебиторской задолженности в её эквивалент, выраженный в днях.

## Определение
Как правило, срок погашения дебиторской задолженности рассчитывается ежемесячно. Высокое значение коэффициента оборачиваемости дебиторской задолженности в днях указывает на наличие клиентской базы с проблемными кредитами и/или на компанию, испытывающей трудности со сбором платежей. Напротив, низкое значение коэффициента указывает на то, что фирма имеет жесткую кредитную политику, что может также препятствовать наращиванию продаж.
Срок погашения дебиторской задолженности часто ошибочно истолковывается как среднее количество дней, в течение которых необходимо осуществить сбор платедей по продажам. Исходя из этой трактовки, который отражает также истинное определение срока погашения дебиторской задолженности, данный показатель рассчитывается следующим образом:
Σ(Дата продажи) - (Дата оплаты)/(Количество продаж)
Между тем, наиболее лучшей трактовкой этого показателя является среднее количество дней, в течение которых должны поступить платежи по осуществленным продажам. Соответственно, в такой трактовке он выражается следующим отношением:
Коэффициент DSO = Дебиторская задолженность/Средний объем продаж в день, или
Коэффициент DSO = Дебиторская задолженность/Годовой объём продаж / 365 дней
Дебиторская задолженность включает непогашенный остаток по дебиторской задолженности на определенный момент времени, тогда как средний объём продаж в день — это среднее значение продаж, рассчитанное за определенный период времени. Промежутком времени может быть как год, так и любой отрезок времени, за который анализуется данный показатель. Однако, поскольку данный показатель является усредненным, его расчёт за слишком короткий период времени может привести к искажению в результатах данных. Обычно расчёт производится за календарный год или месяц, финансовый год или иной другой период.
Изменения в среднем количестве дней для полного сбора платежей по продажам могут повлиять на срок погашения дебиторской задолженности, поскольку колебания средней продолжительности сбора средств могут повлиять на остаток дебиторской задолженности компании. Вместе с тем, срок погашения дебиторской задолженности также зависит от колебаний в объёмах продаж.

## Значение показателя
Срок погашения дебиторской задолженности является важным инструментом оценки ликвидности компании, который иллюстрирует баланс между усилиями компании по обеспечению продаж и ее усилиями по сбору платежей. Если продажи снижаются сами по себе, то это приведет к росту срока погашения дебиторской задолженности, что может привести к возникновению в будущем проблем с денежными потоками, когда падение продаж отразится на цикле сбора. Если продажи уменьшаются пропорционально дебиторской задолженности, то это не повлияет на DSO. Аналогично, увеличение срока сбора отрицательно повлияет на DSO, если продажи останутся прежними (поскольку остаток дебиторской задолженности увеличится), но если это сопровождается пропорциональным увеличением продаж, это не изменит соотношение продаж к дебиторской задолженности и, следовательно, не повлияет на DSO.
Срок погашения дебиторской задолженности имеет тенденцию к росту по мере того, как компания становится более рискованной. Более высокий уровень DSO также может свидетельствовать о недостаточно тщательном анализе клиентской базы на предмет условия по кредитам по открытому счёту (неформализованной отсрочки платежа, англ. open account credit). Увеличение DSO может привести к проблемам с денежными потоками и может привести к решению увеличить резерв по сомнительным долгам компании.
В то время как значения DSO могут варьироваться от месяца к месяцу в течение года в зависимости от сезонного колебания делового цикла компании, интерес при анализе деятельности компании представляет общее направление движения DSO. При увеличении значения DSO увеличивается и дебиторская задолженность, в то время как средние дневные продажи снижаются. В свою очередь, увеличение дебиторской задолженности может указывать на то, что клиентам требуется больше времени для оплаты своих счетов, что может указывать либо на неудовлетворенность клиентов продуктом или услугой компании, либо на их низкую кредитоспособность, либо на то, компании необходимы более длительные сроки оплаты для стимулирования продаж. Точно так же, снижение среднего объема дневных продаж может указывать на недостаток в сотрудниках отдела сбыта либо на необходимость более эффективного задействования загруженности.
Некоторые компании могут попытаться уделить больше внимания на срок погашения просроченной дебиторской задолженности (англ. DDSO или days delinquent sales outstanding), которое просто является отношением просроченной дебиторской задолженности к средним дневным продажам. Поскольку дебиторская задолженность есть сумма текущей и просроченной дебиторской задолженности, DDSO рассчитывается как:
DDSO = (дебиторская задолженность)/(средний дневной объем продаж) − (текущая дебиторская задолженность)/(средний дневной объем продаж).
Данное соотношение можно интерпретировать как DSO — наилучший DSO (то есть DSO по надежной дебиторской задолженности). Как и в случае с DSO, DDSO может зависеть от скорости сбора просроченных платежей. При этом, DDSO не измеряет скорость сбора просроченных платежей, а лишь дает оценку величине объёма дневных продаж.